# Crkvine (Tutin)
Pour les articles homonymes, voir Crkvine.
Crkvine (en serbe cyrillique : Црквине) est un village de Serbie situé dans la municipalité de Tutin, district de Raška. Au recensement de 2011, il comptait 80 habitants.

## Démographie

### Évolution historique de la population
| 1948 | 1953 | 1961 | 1971 | 1981 | 1991 | 2002 | 2011 |
| ---- | ---- | ---- | ---- | ---- | ---- | ---- | ---- |
| 61   | 69   | 78   | 88   | 95   | 176  | 136  | 80   |

|  |